# Password: La Palabra Secreta (2023)
Password: La Palabra Secreta es un programa mexicano de concursos homónimo del programa estrenado en CBS en 1961, en su edición 2023 presentado por Lolita Cortés.

## Formato
Cuatro participantes, dos invitados famosos y dos concursantes trataran de adivinar la palabra secreta con su respectiva pareja en las tres etapas que presenta el juego:

### Mano a mano
El concursante con su respectiva pareja famosa tratará de adivinar cinco palabras para ir sumando puntos. Después intercambiarán pareja y repetirán la dinámica durante cuatro rondas en total.

### La contraseña
Durante el segundo juego los concursantes tendrán que adivinar su palabra secreta que se encuentra oculta en la pantalla, con la posibilidad de duplicar los puntos que obtengan en esta etapa. La palabra secreta está compuesta por las iniciales de las palabras que adivinen: Ej. PINO sería "Pez", "Iman", "Nopal", "Oscuro". Los concursantes tendrán la posibilidad de solicitar una pista para poder adivinar, pero se invalidaría el punto doble. 
La dinámica se repite cambiando de famoso y el concursante que obtenga la mayor puntación pasará a la ronda final.

### La escalera del dinero
En este juego final, el concursante que haya obtenido la mayor puntuación de los juegos anteriores pasará a la escalera del dinero con la posibilidad de ganar hasta medio millón de pesos. Previo a iniciar el juego, el concursante elegirá a solo uno de los invitados famosos para que participe con él en la ronda final. En esta última etapa, el concursante dará las pistas y el famoso adivinará.

#### Escalones
La escalera cuenta con seis escalones en los que se reparten los siguientes montos:
- $10,000
- $25,000 *
- $50,000
- $100,000 *
- $250,000
- $500,000

Los montos que tienen un asterisco (*), son escalones seguros. Una vez que llegues al siguiente escalón, en el caso de que perdiera, el concursante tendría asegurada esa cantidad.

### Reglas
Cada participante deberá de adivinar la palabra secreta de la que su pareja le esté dando pistas, sólo se permite una palabra por turno. Además, el participante que da las pistas no podrá mover sus manos ni hacer gestos con su cuerpo que ayuden a adivinar la palabra, tampoco se permite dar la raíz de la palabra, "Ej. Caja - Cajero". En cambio, el participante que da las pistas sí podrá hacer un movimiento lateral de cabeza para dar a entender que es una palabra relativa u opuesta a la pista.